# Arboras
Arboras is een gemeente in het Franse departement Hérault in de regio Occitanie en telt 95 inwoners (2009). De plaats maakt deel uit van het arrondissement Lodève.

## Geografie
De oppervlakte van Arboras bedraagt 6,9 km², de bevolkingsdichtheid is dus 13,8 inwoners per km².
De onderstaande kaart toont de ligging van Arboras met de belangrijkste infrastructuur en aangrenzende gemeenten.

## Demografie
Onderstaande figuur toont het verloop van het inwonertal (bron: INSEE-tellingen).